# Nowa Wieś (Łomża)
Pour les articles homonymes, voir Nowa Wieś.
Nowa Wieś est un village polonais de la gmina de Jedwabne dans le powiat de Łomża et dans la voïvodie de Podlachie. Il se situe à environ 4 kilomètres au sud de Jedwabne, à 10 kilomètres au nord-ouest de Łomza et à 57 kilomètres au nord-ouest de Bialystok. 